# مسعود حجی‌زواره

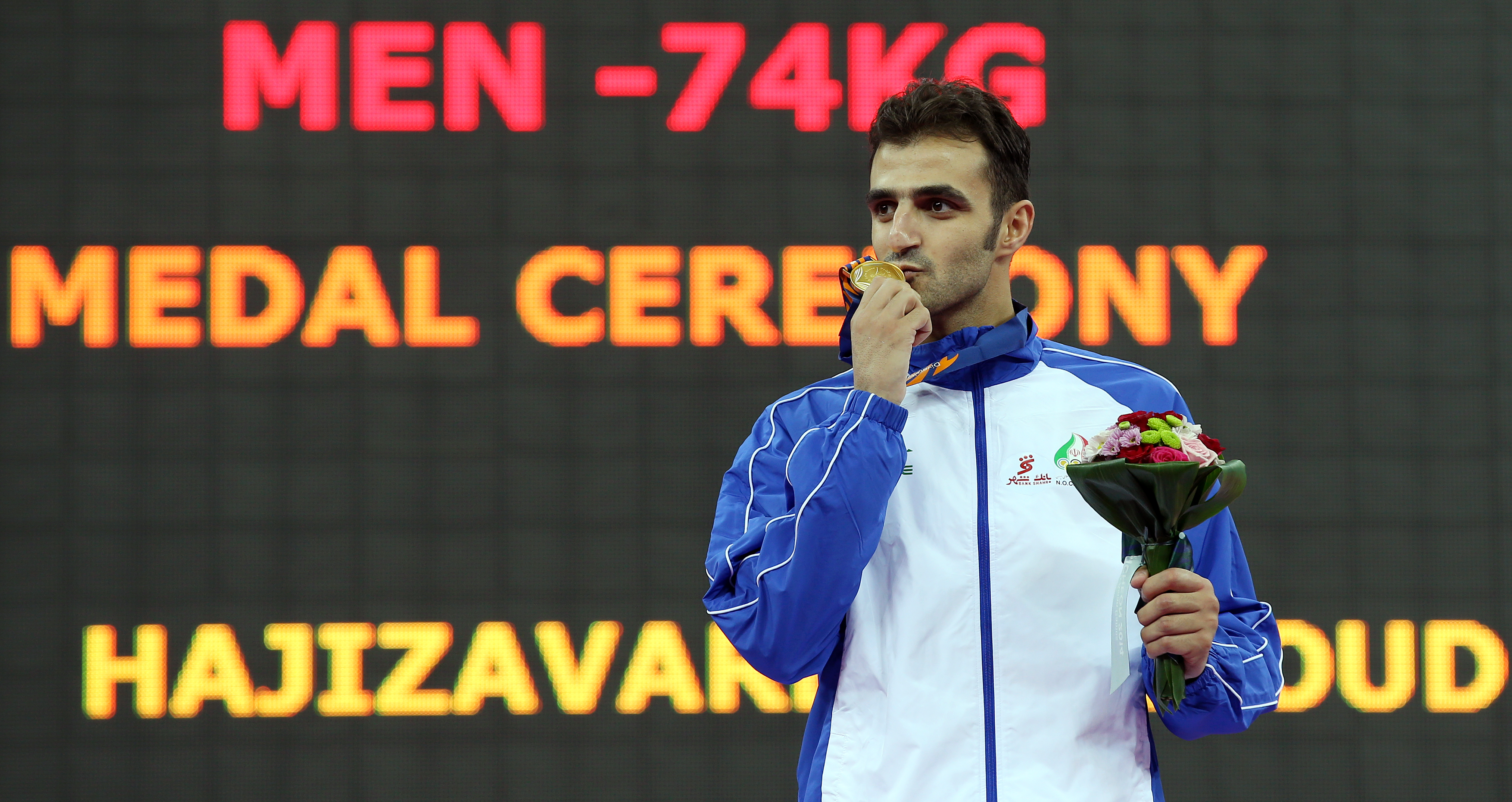
مسعود حجی‌زواره در بازی‌های آسیایی کره سال ۲۰۱۴

مسعود حجی‌زواره (زادهٔ ۲۹ اردیبهشت ۱۳۶۷ در کرمانشاه)، عضو تیم ملی تکواندو ایران است.